# Подлесная Поляна
Подлесная Поляна — посёлок в Хомутовском районе Курской области. Входит в состав Романовского сельсовета.

## География
Посёлок находится у ручья Мицкий (приток ручья Романовский в бассейне Сева), в 22,5 км от российско-украинской границы, в 109 км к северо-западу от Курска, в 8 км к северо-востоку от районного центра — посёлка городского типа Хомутовка, в 1,5 км от центра сельсовета — села Романово.
Улицы
В посёлке улица Победы.
Климат
Подлесная Поляна, как и весь район, расположен в поясе умеренно континентального климата с тёплым летом и относительно тёплой зимой (Dfb в классификации Кёппена).
Часовой пояс
Посёлок Подлесная Поляна, как и вся Курская область, находится в часовой зоне МСК (московское время). Смещение применяемого времени относительно UTC составляет +3:00.

## Население
| 2002 | 2010 |
| ---- | ---- |
| 34   | ↘23  |

## Инфраструктура
Личное подсобное хозяйство. В посёлке 16 домов.

## Транспорт
Подлесная Поляна находится в 12 км от автодороги федерального значения М3 «Украина» (Москва — Калуга — Брянск — граница с Украиной), в 2,5 км от автодороги А142 (Тросна — М-3 «Украина»), в 8,5 км от автодороги регионального значения 38К-040 (Хомутовка — Рыльск — Глушково — Тёткино — граница с Украиной), в 0,5 км от автодороги межмуниципального значения 38Н-657 (А-142 — Романово — Шевченко с подъездом к х. Жукова), в 30,5 км от ближайшего ж/д остановочного пункта 525 км (линия Навля — Льгов I).
В 201 км от аэропорта имени В. Г. Шухова (недалеко от Белгорода).